# Reganella
Reganella is een monotypisch geslacht van straalvinnige vissen uit de familie van de harnasmeervallen (Loricariidae).

## Soort
- Reganella depressa (Kner, 1853)